# Andreas Klarström
Andreas Klarström, född 23 december 1977 i Borås, är en svensk fotbollsspelare som spelar för division 4-klubben Fristads GoIF. Under sin proffskarriär spelade Klarström för Esbjerg fB, IF Elfsborg och IK Start. Han spelade oftast som vänsteryttermittfältare i IF Elfsborg. Hans far, Frank Klarström, spelade även i Allsvenskan för IF Elfsborg.
Klarström växte upp i Brämhult och började sin fotbollskarriär som sexåring i Brämhult IK. Som 17-åring gick han till IF Elfsborg. Därefter spelade Klarström för Elfsborg i 11 raka säsonger, förutom en utlåning till norska IK Start under hösten 1998.
Klarström skrev sommaren 2010 på ett 2,5-årskontrakt med Elfsborg och lämnade därmed Esbjerg fB och återvände som ytterback till Borås. Efter säsongen 2015 valde Klarström att avsluta sin proffskarriär.
I januari 2016 blev Klarström klar för division 4-klubben Fristads GoIF.